# Chimarra telihigola
Chimarra telihigola är en nattsländeart som beskrevs av Schmid 1958. Chimarra telihigola ingår i släktet Chimarra och familjen stengömmenattsländor. Inga underarter finns listade i Catalogue of Life.